# Werner Tübke
Werner Tübke, född 30 juli 1929 i Schönebeck, död 27 maj 2004, var en tysk målare och grafiker. Han studerade vid Hochschule für Grafik und Buchkunst (HGB) i Leipzig 1948–1950 och Caspar David Friedrich-institutet vid Greifswalds universitet 1950–1953. De följande tio åren var han frilansande målare, varefter han kombinerade målandet med undervisning vid HGB, från 1963 som docent och från 1972 som professor. År 1973 blev han chef för skolan, innan han tre år senare återgick till att måla på heltid. År 1989 blev han vice ordförande för Östtysklands konstnärsförbund.
Tübke var en av skaparna av den strömning som kom att kallas Leipzigskolan. Han utmärkte sig genom sitt avsteg från den påbjudna socialistiska realismen och hämtade i stället inspiration från italienska mästare. Hans målningar har manieristiska och drömlika inslag.
Tübkes mest kända verk är Frühbürgerliche Revolution in Deutschland, en monumental skildring av slaget vid Frankenhausen 1525 under det tyska bondekriget. Målningen beställdes 1976 av Östtysklands kulturdepartement och stod färdig 1987. Den mäter 14 × 123 meter, är i panoramaformat och innehåller fler än 3000 figurer. Målningen finns att beskåda i ett eget museum, Panorama Museum i Bad Frankenhausen/Kyffhäuser.
Han fick 1980 Käthe Kollwitzpriset.